# Silencer (All Pigs Must Die)
Silencer è il terzo EP della band hardcore/crust punk americana All Pigs Must Die. Pubblicato da Nonbeliever Recordings, è stato stampato solo in vinile formato singolo 7 pollici.

## Tracce
1. Silencer – 1:55 (Backer, Wentworth, Woods, Koller)
2. Sacred Nothing – 2:01 (Backer, Wentworth, Woods, Koller)
3. Taming the Slaves – 2:48 (Backer, Wentworth, Woods, Koller)

## Formazione
- Kevin Baker - voce
- Adam Wentworth - chitarra
- Matt Woods - basso
- Ben Koller - batteria